# Otto II von Bentheim-Tecklenburg
Otto II von Bentheim-Tecklenburg (ur. ok. 1230 r. w Bentheim; zm. w 1279 r. w Tecklenburgu) – hrabia Bentheim i Tecklenburg, syn hrabiego Bentheim Baldwina i jego nieznanej z imienia żony.
Po śmierci ojca w 1248 r. odziedziczył hrabstwo Bentheim i złożył hołd biskupowi Utrechtu. W 1256 r. pomagał kuzynowi, Wilhelmowi II holenderskiemu w walkach z Fryzami. Po jego śmierci, w bitwie pod Alkmaarem, zrzekł się praw do tronu holenderskiego. Niedługo później poślubił Heilwig von Tecklenburg, córkę hrabiego Tecklenburga Ottona. Mieli dwóch synów : Ottona i Ekberta. W 1263 r. zmarł teść Ottona. Z racji, że nie pozostawił on męskich potomków, zapisał Ottonowi hrabstwo w testamencie. Rok później zmarła Heilwig. Po jej śmierci Otto poślubił hrabiankę Juttę. Mieli jedną córkę - Juttę von Bentheim. W kolejnych latach prowadził spory z biskupstwami Munster i Osnabrück. Zmarł w 1279 r. pozostawiając Tecklenburg starszemu synowi Ottonowi, a Bentheim młodszemu Ekbertowi.